# 舞乙女
舞乙女（まいおとめ、“MAI”,OTOME）とは、ショートドリンクに分類される、焼酎をベースとしたカクテルである。"舞"乙女表記もある。
1984年に開催された第13回日本ホテルバーメンズ協会(HBA)カクテル・コンペティションの優勝作品。当時、ホテルニューオータニ博多勤務の倉吉浩二が考案した。当時、倉吉は最年少優勝であった。倉吉は、春を待つ乙女をイメージして、このカクテルを作ったという。ベースの焼酎には、「紅乙女ゴールド」という久留米市の紅乙女酒造が醸造しているゴマ焼酎が使用される。焼酎ベースのカクテルは当時としては斬新であった。

## 標準的なレシピ
日本ホテルバーメンズ協会によるレシピを以下に挙げる。
- 焼酎（紅乙女ゴールド） ＝ 20 ml
- フランボワーズ （キイチゴのリキュール） ＝ 15 ml
- コアントロー ＝ 10 ml
- グレナデン・シロップ ＝ 10 ml
- フレッシュレモンジュース ＝ 5 ml

### 作り方
焼酎、クレーム・ド・フランボワーズ、コアントロー、レモン・ジュース、グレナデン・シロップを所定量、量り取り、これらをシェイクしてカクテル・グラス（容量75ml〜90ml程度）に注げば完成である。